# Wilhelm Treunert
Johann Heinrich Wilhelm Treunert (geb. 27. Januar 1797 in Jena; gest. 1. Juli 1860 ebenda) war ein deutscher Lyriker.

## Leben und Werk
Als Kind eines unbekannten Studenten und einer Studentenaufwärterin geboren, konnte Treunert durch den wohlhabenden Stiefvater, den Buchdruckereibesitzer Joch, als Zehnjähriger die Jenaer Bürgerschule besuchen. Das Gymnasium in Hildburghausen verließ er ohne Abschluss und begann zurück in Jena eine Buchdruckereilehre bei seinem Stiefvater. Als Freiwilliger im 1. Weimarer Kontingent nahm Treunert 1815 am Feldzeug gegen Napoleon Bonaparte teil. 1828 war er Mitbegründer des Jenaer Männergesangvereins. Sein Gönner, der Verleger Friedrich Johannes Frommann, vermittelte ihm 1845 die Stelle als Ratswachtmeister. Diese gab er 1859 aus gesundheitlichen Gründen auf.
Seit seiner Jugend schrieb er Gedichte, Gelegenheitsverse zu Neujahr, zu Geburtstagen der Stadtväter, Tisch- und Trinklieder sowie Lobeshymnen für diverse Jubiläen (Stiftungsfeste des Bürgervereins, Kriegerfest in Kahla 1845, Großherzog Karl August von Sachsen-Weimar-Eisenach (1757–1828), Schillerfeier 1859).
Zwischen 1836 und 1862 wurden seine Werke in der Trilogie Mein Gärtchen an der Saale veröffentlicht, der letzte durch seinen Schwiegersohn Heinrich August Grönert. Band 2 und 3 wurden von Frommann verlegt. Nach einem viel beachteten Vortrag über Treunert, gab der Kunitzer Pfarrer Ernst Böhme 1892 einen Gedichtband heraus. Seine Grabstätte ist bis heute auf dem Johannisfriedhof erhalten.

## Schriften
- Wilhelm Treunert: Rundgemälde von Jena’s Umgegend oder die Aussicht vom Michaeliskirchthurme. Schreiber, Jena 1832 (Digitalisat der HAAB Weimar).
- Mein Gärtchen an der Saale. Eine Sammlung poetischer Versuche. Heft 1–3. Hochhausen, Jena und Frommann, Jena 1836 bzw. 1852 bzw. 1862;
- Gedichte eines schlichten Mannes, hrsg. von Ernst Böhme. Jena 1892.